# 橋本聖準
橋本 聖準（はしもと しょうじゅん、1905年（明治38年）8月30日 - 1994年6月24日）は華厳宗の僧侶。203世華厳宗管長、東大寺別当。
奈良市出身。写真家の入江泰吉とは幼なじみ。龍谷大学卒。龍藏院住職、執事長、大仏殿主任などを経て管長となる。修二会の声明の名手として知られた。

## 注
1. ↑  『人物物故大年表』
2. ↑  『現代日本人名録』1987年